# Patison

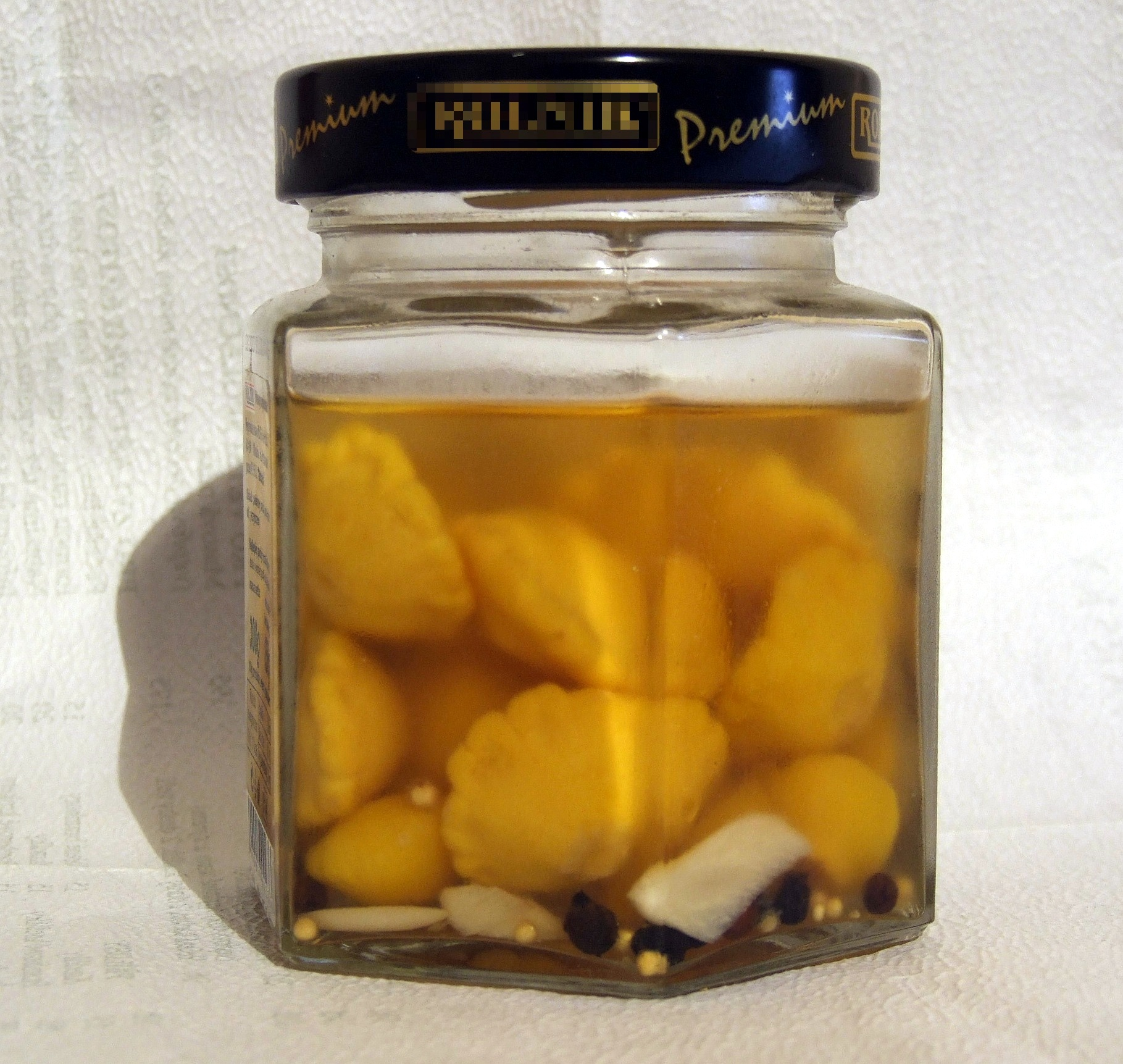
Patisony konserwowe

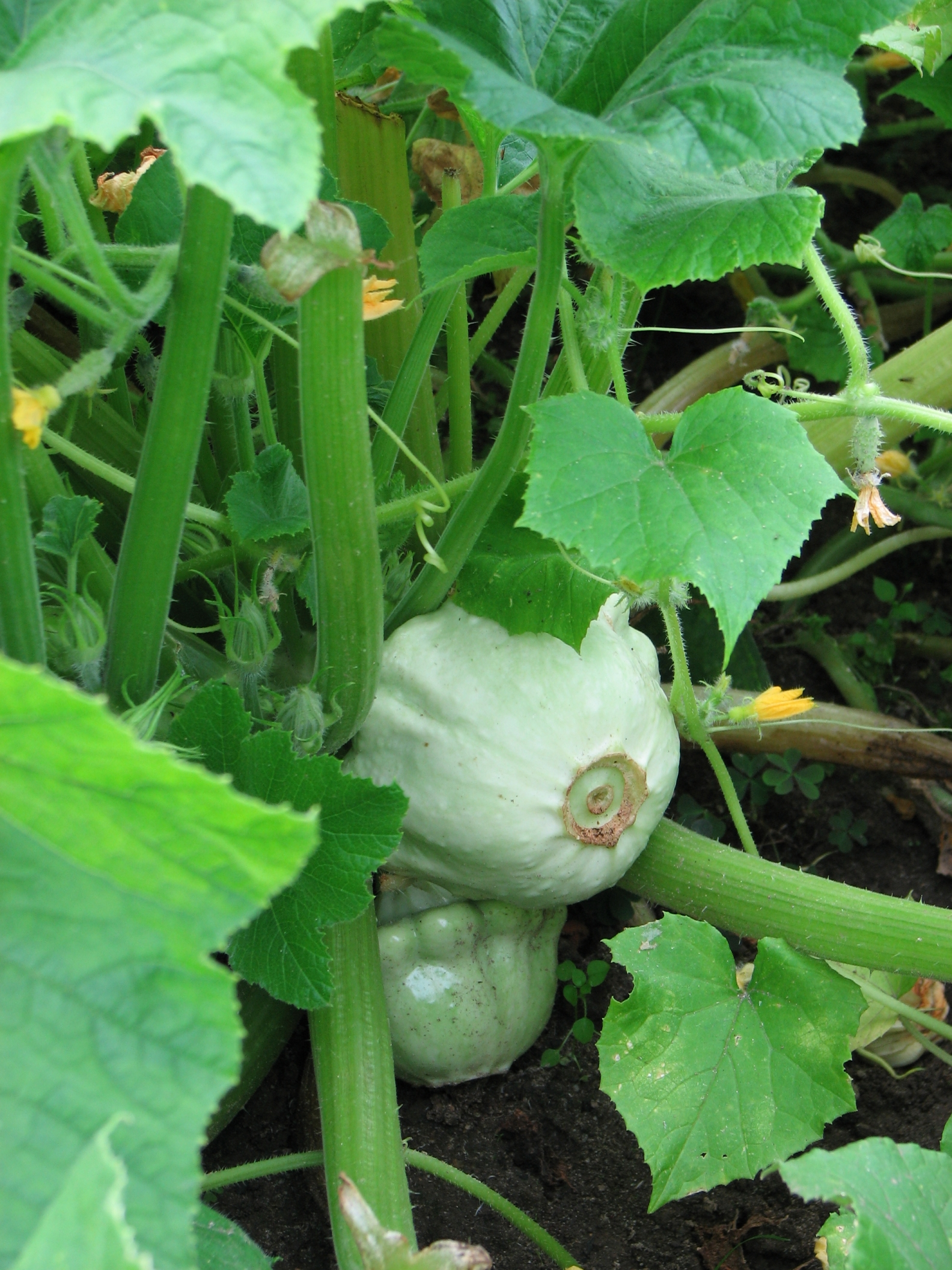
Patison disco

Patison (Cucurbita pepo var. patisoniana) – odmiana dyni zwyczajnej należąca do rodziny dyniowatych. Roślina jednoroczna, pochodzi z Ameryki Północnej, do Europy sprowadzona została przez Hiszpanów.

## Morfologia
PokrójKrzaczasty.
OwoceBiałe, zielonawe, zielone, bywają także granatowo-fiołkowe, prawie czarne. Mają pofałdowane faliście brzegi. Wielkość od 10 do ponad 20 cm średnicy. Są jadalne.

## Zmienność
Wybrane odmiany uprawne:
- 'Disco'
- 'Gagat'
- 'Polo F1 Eden'
- 'KELMO'

## Zastosowanie
- Roślina uprawna : Uprawiany jako warzywo już przez Indian z Jukatanu i Azteków. Obecnie cieszy się popularnością w zachodniej i południowej Europie i w Rosji. Również w Polsce zdobywa popularność. Uprawia się go z nasion, owoce zbiera się po 5 tygodniach od wysiewu. Owocuje aż do pierwszych przymrozków. Jest łatwy w uprawie i odporny na choroby i szkodniki.
- Sztuka kulinarna : Owoce są lekkostrawne, dietetyczne, o delikatnym smaku. Zawierają witaminę C, nieco witamin B1, B2, PP, wapń, fosfor, żelazo, magnez, karoten i pewne ilości węglowodanów. Młode mają delikatną skórkę, której nie trzeba obierać, starsze wymagają obierania. Można je dodawać do gulaszu mięsnego, oraz spożywać smażone i faszerowane. Często spotykane są patisony w postaci konserwowej, są smaczne i dobrze gaszą pragnienie. Młode patisony o długości 4–6 cm używane są do przygotowywania surówek z dodatkiem soku cytrynowego, oliwy i czosnku[3].
- Istnieją odmiany o szczególnie pięknych owocach, uprawiane jako rośliny ozdobne, tzw. dynie ozdobne.